# Fontainhas
Fontainhas est un village du Cap-Vert, situé sur l'île de Santo Antão.

## Géographie
Il est situé à 3 km au sud de Ponta do Sol et est accessible uniquement par un chemin côtier. Il domine une vallée agricole face à l'océan.